# Црква Сошествија Светог Духа у Власотинцу
Црква Сошествија Светог Духа, позната и под именом црква Свете Тројице у Власотинцу, , православни је храм који припада Епархији нишкој Српске православне цркве. Подигнута је 1858. године и представља непокретно културно добро као споменик културе.

## Историјат
Изградња цркве је почела 1832. године на имању Саве Скоробара који га је поклонио цркви. Завршена је 1835. године када је и освећена од епископа Венедикта. Црква се изненада срушила 1838. године, а њена изградња је поново почела 1855. године. Грађена је до 1858. и исте године освћена од епископа Јанићија.

## Архитектура цркве
Основа цркве је правоугана са наосом и припратом. Са западне и јужне стране је трем са аркадама. Трем је веома простран и поплочан опекама. Кров цркве је ћеремидан. На угловима крова се налазе четири минијатурна „слепа“ кубета. То је реткост у нашој црквеној архитектури. У лесковачкој области више их нигде нема. Олтар је простран и добро осветљен. Олтарска апсида је округла.

## Заслуге о подизању цркве
Највећу заслугу за подизање цркве имао је учитељ Стојан Младеновић–Даскал. Црква поседује вредну библиотеку са богослужбеним књигама, од којих је најстарија Минеј за месец јун, штампана у Москви 1554. год.

## Градитељи и ктитори
Црква у Власотинцу је дело чувених градитеља из породице Дамјановски из Западне Македоније. Живописана је 1894. године у северном и јужном делу наоса, а фреске су поклон власотиначких трговаца и занатлија. Ремек дела резбарства су 2 стола у цркви, израда Зафира Заше Димитријевића, досељеног из Прилепа или Велеса. Овог дуборезца помиње и Душан Он. Поповић у рукопису „Историја Власотинца и околине“.
Звонара је подигнута 1899. године заузимањем свештеника Душана Он. Поповића и свештеника Христифора Поповића, тутора Јордана Цонића, Цире Хранића и Вукадина Шушулића. Парохијски дом је подигнут 1927. године, а од 1939. до 1947. црква је ограђена високим каменим зидом.